# Bohumil Kudrna
Bohumil Kudrna (Brandlín, Jihočeský kraj, 15 de março de 1920 – Praga, 11 de setembro de 1973) foi um velocista checo na modalidade de canoagem.
Foi vencedor da medalha de Ouro em C-2 1000 m em Londres 1948 junto com o seu companheiro de equipe Jan Brzák-Felix e da medalha de Prata na mesma categoria em Helsínquia 1952.